# Frank Kugler
Frank Kugler (n. 29 martie 1879, Imperiul German – d. 7 iulie 1952, Saint Louis, Missouri, SUA) a fost un halterofil ce a reprezentat Germania, medaliat olimpic. A participat la o ediție a Jocurilor Olimpice (1904) în care a câștigat o medalie de argint.

## Participări
Lista de mai jos prezintă principalele competiții la care a participat Frank Kugler de-a lungul carierei.
- wrestling at the 1904 Summer Olympics – men's freestyle heavyweight[*]